# シティ・オブ・ペンリス
シティ・オブ・ペンリス（City of Penrith）は、オーストラリア・ニューサウスウェールズ州の地方公共団体。

## 概要
シティ・オブ・ペンリスは、シドニー中心業務地区（CBD）から西50キロメートルの所に位置する。市の西部には、ネピアン川（en）が流れる。
北はシティ・オブ・ホークスベリー、西はシティ・オブ・ブルー・マウンテンズ、南はシティ・オブ・リヴァプール、南東はシティ・オブ・フェアフィールド、北東はシティ・オブ・ブラックタウンと接している。

## 構成サバーブ
シティ・オブ・ペンリスは、以下のサバーブで構成されている。
- アグネス・バンクス（Agnes Banks）
- バジェリーズ・クリーク（Badgerys Creek）
- バークシャー・パーク（Berkshire Park）
- ケンブリッジ・ガーデンズ（Cambridge Gardens）
- ケンブリッジ・パーク（Cambridge Park）
- キャッスルリー（Castlereagh）
- クレアモント・メドウズ（Claremont Meadows）
- コリトン（Colyton）
- クレーンブルック（Cranebrook）
- エミュー・ハイツ（Emu Heights）
- エミュー・プレーンズ（Emu Plains）
- アスキン・パーク（Erskine Park）
- グレンモア・パーク（Glenmore Park）
- ジャミソンタウン（Jamisontown）
- ジョーダン・スプリングス（Jordan Springs）
- ケンプス・クリーク（Kemps Creek）
- キングスウッド（Kingswood）
- キングスウッド・パーク（Kingswood Park）
- レオネイ（Leonay）
- スランディロ（Llandilo）
- ロンドンデリー（Londonderry）
- ルデナム（Luddenham）
- マウント・ヴァーノン（Mount Vernon）
- マルゴア（Mulgoa）
- ノース・セント・メアリーズ（North St Marys）
- オーチャード・ヒルズ（Orchard Hills）
- オックスリー・パーク（Oxley Park）
- ペンリス（Penrith）
- リージェントヴィル（Regentville）
- セント・クレア（St Clair）
- ノース・セント・メアリーズ（St Marys）
- サウス・ペンリス（South Penrith）
- ワラシア（Wallacia）
- ウェリントン（Werrington）
- ウェリントン・カウンティ（Werrington County）
- ウェリントン・ダウンズ（Werrington Downs）

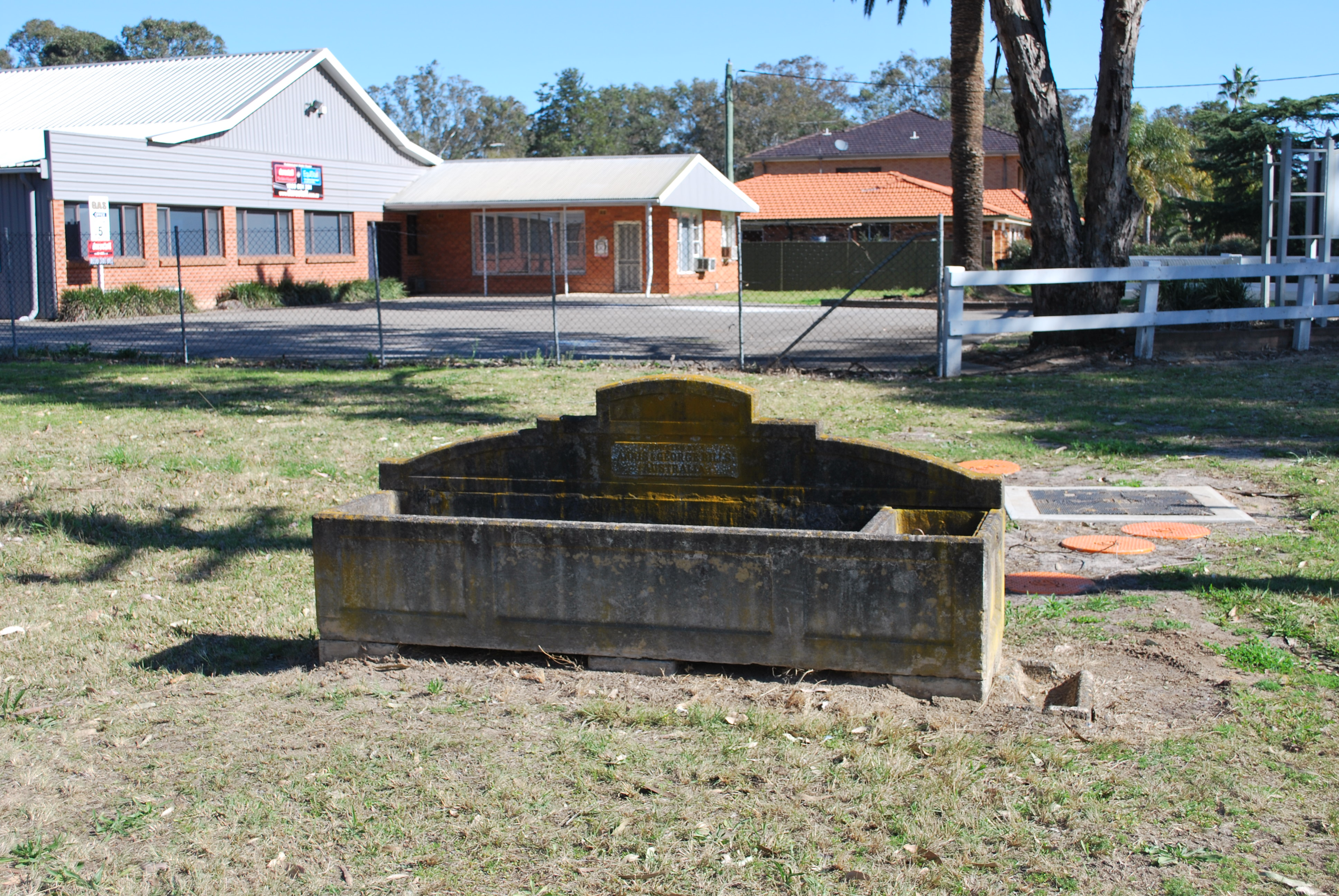
Bills horse trough（アグネス・バンクス）
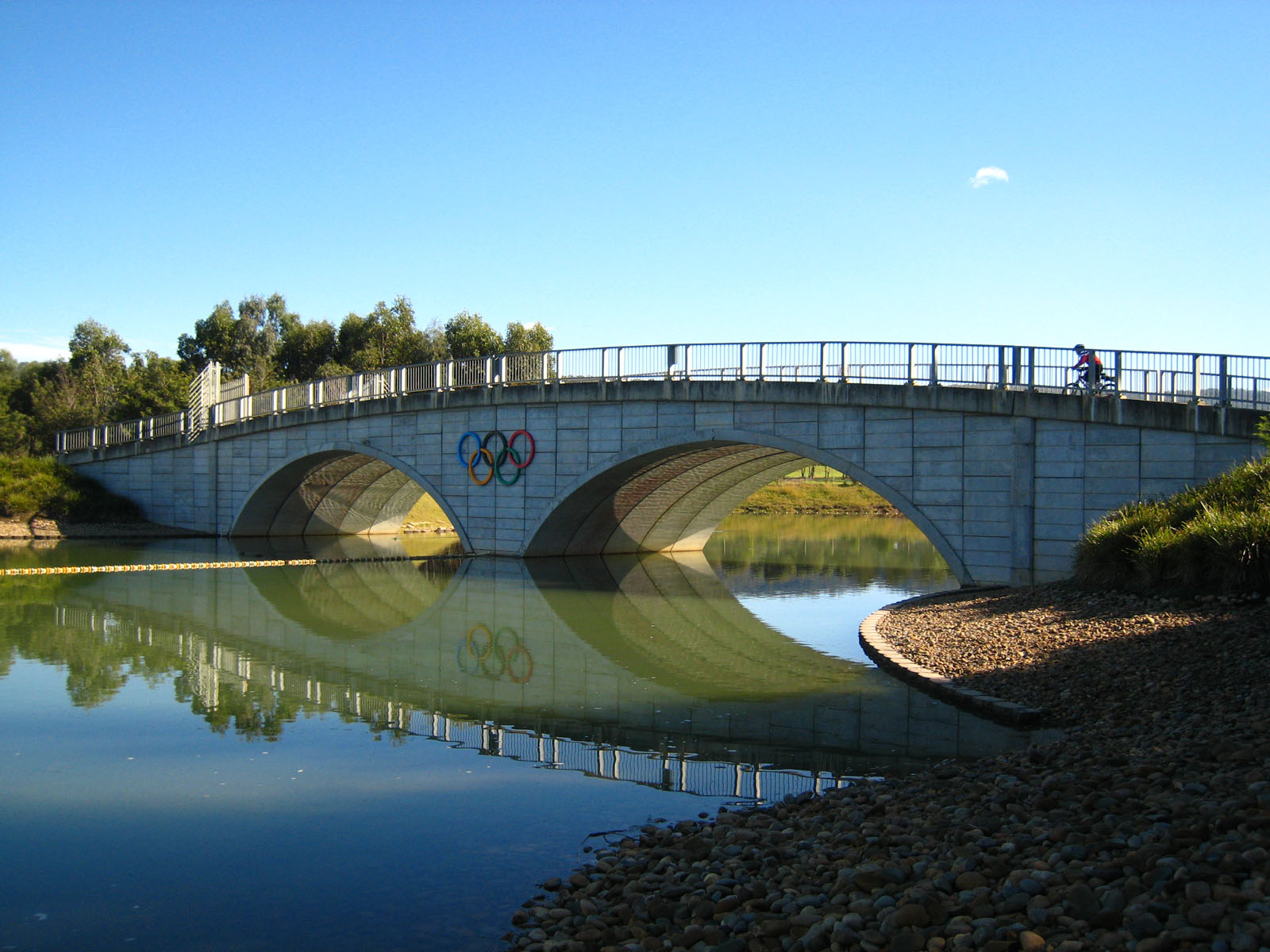
シドニーオリンピックレガッタセンター（クレーンブルック）
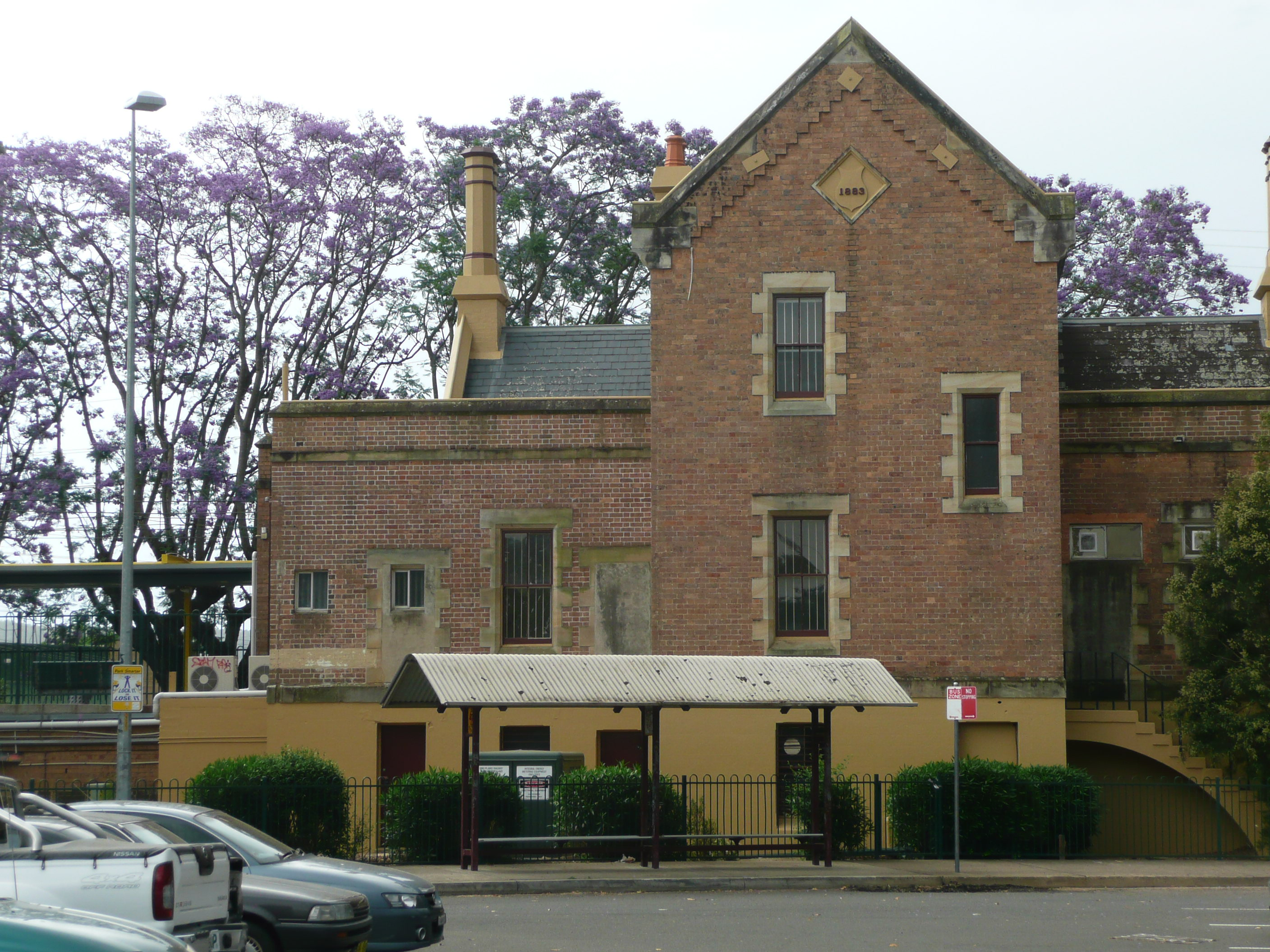
エミュー・プレーンズ駅
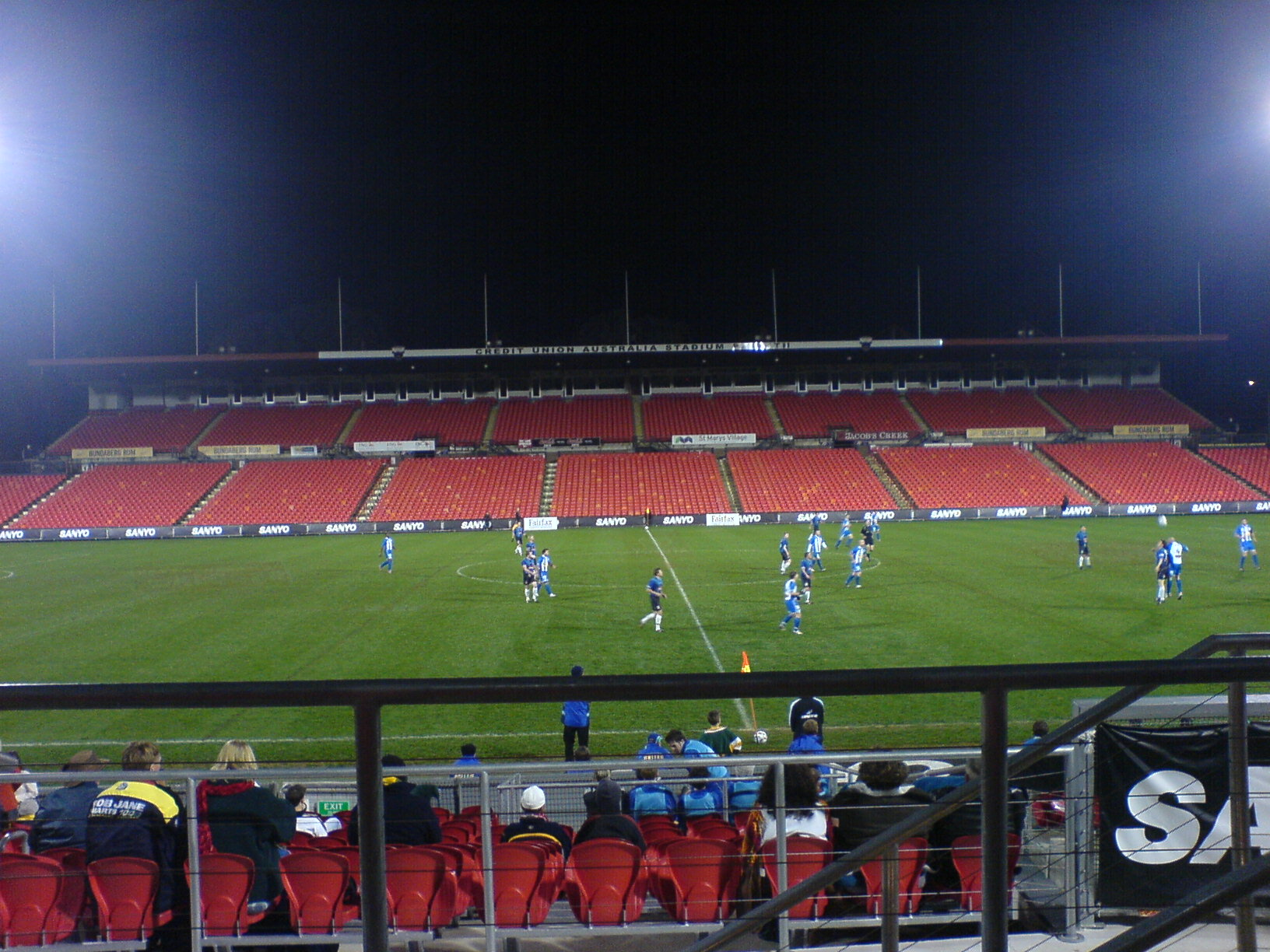
ペンリス・スタジアム
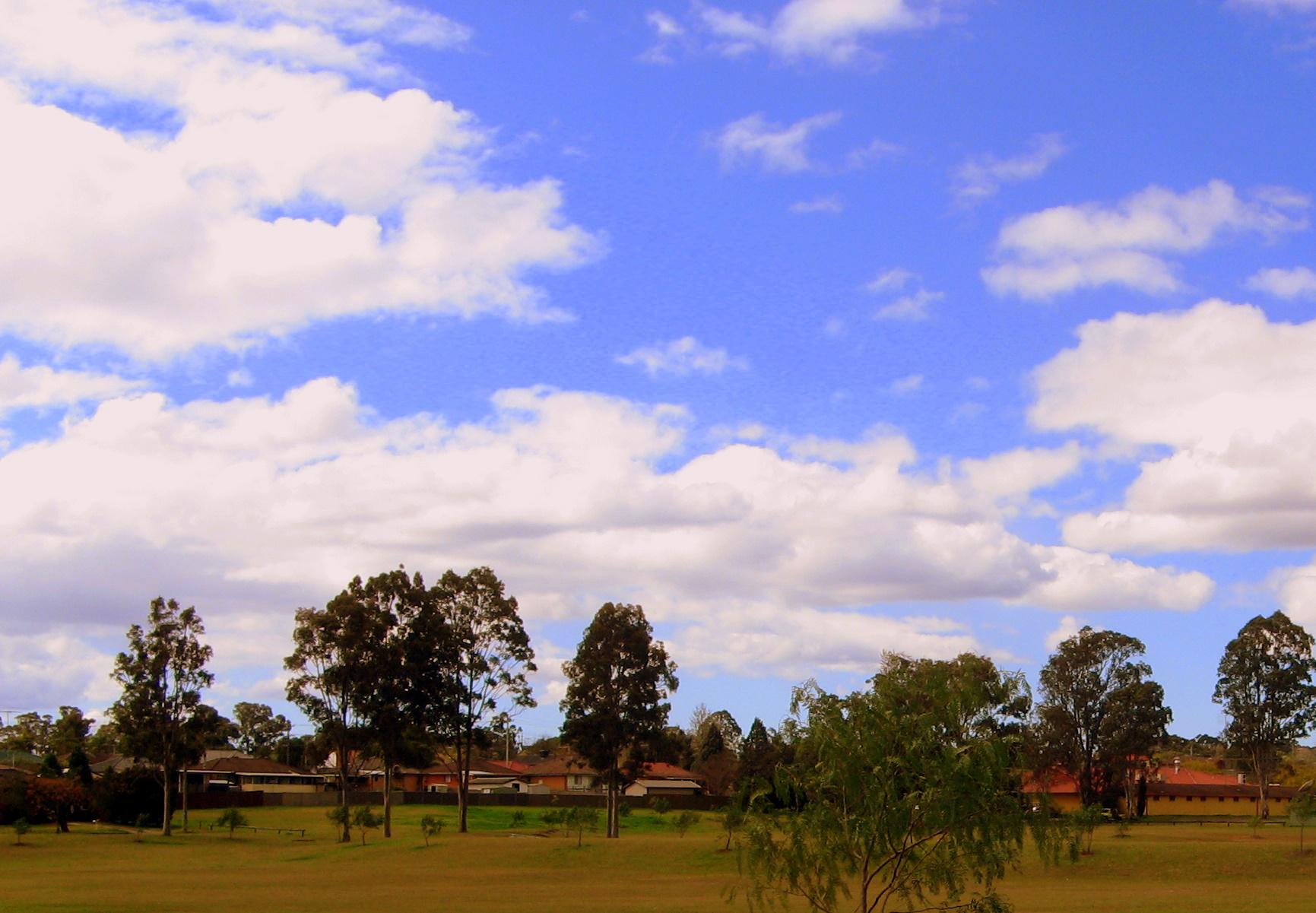
サウス・ペンリスの代表的な風景

## 議会
シティ・オブ・ペンリスの議会は、15人によって構成される。任期は4年。選挙区は3つで、それぞれの選挙区から5人が選出される。市長は、議会選挙後、最初の議会で、15人の議員から選出される。最新の議会選挙は、2012年9月8日に実施された。無所属9議席、オーストラリア労働党4議席、 オーストラリア第一党1議席、オーストラリア緑の党1議席である。市長は、無所属のMark Davies。

## 姉妹都市・友好都市
シティ・オブ・ペンリスは、以下の都市と姉妹都市・友好都市となっている。
- 藤枝市（静岡県・1984年より、姉妹都市）
- ペンリス（イギリス・1989年より、姉妹都市）
- 白山市 （石川県・1989年より、友好都市）
- 江西区 （大韓民国ソウル特別市・1989年より、相互協力都市）
- 西城区 （中華人民共和国北京直轄市・1998年より、相互協力都市）
- 崑山市 （中華人民共和国江蘇省・2003年より、友好都市）